# John Sibthorp

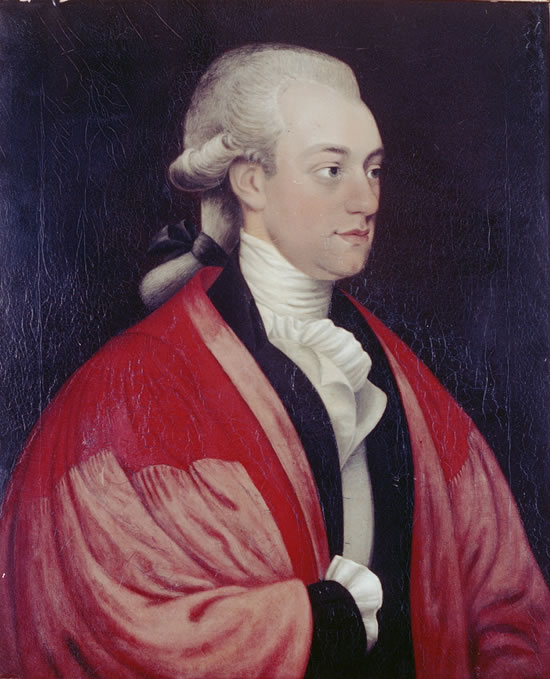
John Sibthorp

John Sibthorp (* 28. Oktober 1758 in Oxford; † 8. Februar 1796 in Bath) war ein englischer Botaniker. Sein offizielles botanisches Autorenkürzel lautet „Sibth.“  

## Leben und Wirken

### Herkunft und Ausbildung
Sein Vater, Dr. Humphrey Waldo Sibthorp (1713–1797) war von 1747 bis 1784 Inhaber des berühmten, nach William Sherard benannten Lehrstuhls für Botanik an der University of Oxford. In zweiter Ehe heiratete er Elisabeth Gibbs (1758–1780). John war der einzige Nachkomme aus dieser Verbindung.
Nach dem Schulabschluss in Oxford im Jahr 1777 schrieb sich John für das Medizinstudium in Oxford ein. Anschließend studierte er in Edinburgh, Paris und Montpellier. Nach einer Tätigkeit als Arzt im Oxforder Krankenhaus, dem Radcliffe Infirmary, erhielt er 1784 den Ruf auf den Oxforder Botanik-Lehrstuhl, den vorher sein Vater innegehabt hatte. 1785 wurde er zum korrespondierenden Mitglied der Göttinger Akademie der Wissenschaften gewählt.
1788 gehörte Sibthorp zu den Gründungsmitgliedern der Linnean Society. Zeitweise widmete er sich der Erforschung der Pflanzenwelt von Oxford und Umgebung. Das Ergebnis dieser Arbeit war die 1794 veröffentlichte Flora Oxoniensis. 

### Erste Griechenlandreise
Bereits 1785 verließ er Oxford, um sich als Radcliffe Travelling Fellow in Göttingen und Wien auf eine größere Forschungsreise vorzubereiten. In Wien wollte er vor allem den Codex Vindobonensis studieren, ein wertvolles illustriertes Manuskript aus den Jahren vor 512, das Aufschluss darüber gab, welche Pflanzen Pedanios Dioscurides, ein Militärarzt der römischen Armee, um das Jahr 60 als heilkräftig angesehen hatte. Von Wien aus brach er 1786 zusammen mit dem Geologen John Hawkins (1761–1841) Richtung Griechenland auf. Zuvor hatte er den berühmten Botaniker und Chemiker Nikolaus Joseph Jacquin und durch diesen auch den Künstler und Illustrator Ferdinand Bauer (1760–1826) kennengelernt. Letzteren überredete er, nach Griechenland und in die Levante mitzukommen und die Expedition als botanischer Zeichner zu unterstützen. Sibthorp und Hawkins waren hervorragende Naturwissenschaftler und Kenner der Antike, sie beherrschten Griechisch und Latein. Auf ihren Expeditionen gingen sie nicht nur ihren naturwissenschaftlichen Interessen nach, sondern erfüllten sich auch den Traum einer „Grand Tour“. Die Reise ins östliche Mittelmeergebiet führte in den Jahren 1786 und 1787 nach Griechenland, in die Ägäis, nach West-Anatolien und Zypern. Mit einer umfangreichen Sammlung von Pflanzen und Tieren, viele davon neu für die Wissenschaft, kehrte Sibthorp 1788 nach Oxford zurück. Im Physic Garden der Universität Oxford wurde eine Abteilung speziell für Sibthorps griechische Gewächse reserviert. Samen wurden auch an den Botanischen Garten von Kew bei London abgegeben.

### Zweite Griechenlandreise und Tod
1794 trat Sibthorp eine weitere Forschungsreise nach Griechenland an, die wegen seiner angeschlagenen Gesundheit zu einem Fehlschlag wurde. Ende 1795 kehrte er schwer krank zurück und verstarb wenige Monate später in Bath an einer Tuberkulose. In der Abteikirche Bath erinnert eine Inschrift und ein klassizistisches Relief des Bildhauers John Flaxman (1755–1826) an den Botaniker. Es zeigt den aus Griechenland zurückkehrenden Forscher mit einigen Pflanzen in der Hand. Das im Hintergrund erkennbare Gebäude sind nicht etwa griechische Tempel, wie oft gemutmaßt wurde, sondern das „Danby Gate“, einer der drei Eingänge des Physic Garden in Oxford. 

## Hauptwerk und Nachlass

### Flora Graeca

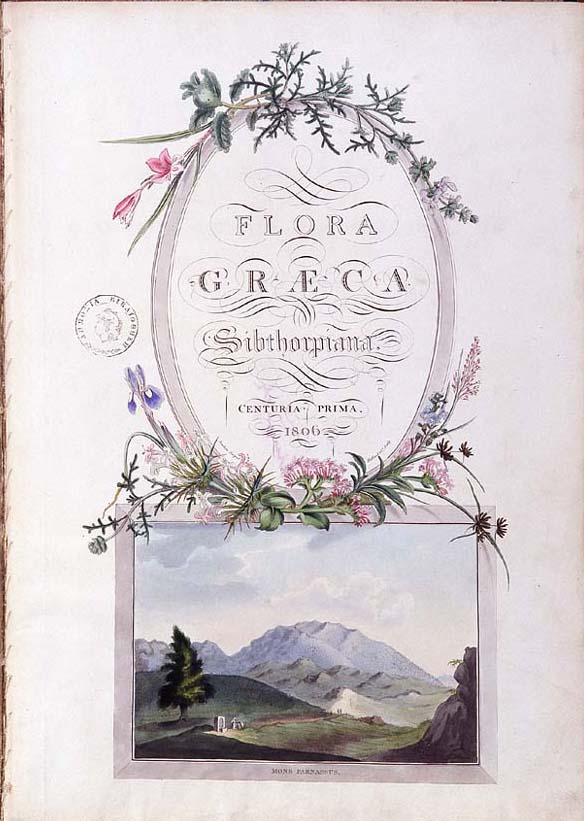
Frontispiz des ersten Bandes der Flora Graeca (1806)

In seinem Testament traf Sibthorp gewissenhaft Vorkehrungen für die Veröffentlichung seines Nachlasses. Der Universität Oxford vermachte er seine Bibliothek und stiftete eine dem Botanik-Lehrstuhl angegliederte Professur für Landwirtschaft. Außerdem vererbte er der Universität einen seiner Landsitze und verfügte, dass die Erlöse aus den Pachtverträgen dazu verwendet werden sollten, die Publikation seiner wissenschaftlichen Forschungsergebnisse zu finanzieren. Bis ins Detail legte er Titel, Format und Umfang einer 10-bändigen Flora Graeca im Folio-Format fest, von der jeder einzelne Band 100 Abbildungen von Ferdinand Bauer enthalten sollte. Vorab sollte eine kommentierte Liste aller aus Griechenland bekannten Pflanzen (Florae Graecae Prodromus) veröffentlicht werden. 
Die Texte verfasste James Edward Smith auf der Grundlage von Sibthorps Aufzeichnungen und der von ihm gesammelten Pflanzen. Die beiden Bände des Prodromus erschienen 1806 und 1813, während die ersten sechs Bände der Flora Graeca in den Jahren 1806 bis 1828 herausgegeben wurden. Der siebte Band erschien 1830, nach Smiths Tod. Vollendet wurde das Mammutprojekt mit den letzten drei Bänden zwischen 1833 und 1840 durch John Lindley.
Finanziert wurde das Werk durch Subskription. Die sehr geringe Gesamtauflage von ca. 25 Exemplaren machte die Flora Graeca zu einem der kostbarsten botanischen Werke des 19. Jahrhunderts. Schon damals war das Werk so teuer, dass das British Museum einen Zivilprozess anstrengte, um ein Freiexemplar zu erhalten. Es verlor das Verfahren. 
Ein von Sibthorp ebenfalls geplanter Band über die Tierwelt Griechenlands (Fauna Graeca) kam nicht mehr zustande.

### Herbarium
Sibthorps Pflanzensammlung ist heute Bestandteil des Fielding-Druce-Herbariums in Oxford und umfasst etwa 2.700 Exemplare, die Sibthorp, Hawkins und ihre Helfer während der Forschungsreisen 1786 bis 1787 und 1794 bis 1795 sammelten. Dementsprechend stammen sie überwiegend aus Griechenland, der Türkei, Zypern, Italien, Bulgarien und Rumänien. Die Sammlung enthält etwa 600 Taxa, die seinerzeit neu für die Wissenschaft waren und die vorwiegend von J. E. Smith beschrieben wurden.

## Nach Sibthorp benannte Taxa
Die wissenschaftlichen Namen von mindestens 40 Pflanzenarten erinnern an John Sibthorp, darunter Crepis sibthorpiana, Fritillaria sibthorpiana, Helichrysum sibthorpii, Ornithogalum sibthorpii und Thymus sibthorpii. Die Gattung Sibthorpia aus der Familie der Wegerichgewächse (Plantaginaceae) wurde dagegen nach seinem Vater, Humphrey Waldo Sibthorp, benannt.